# Puerto del Barquero

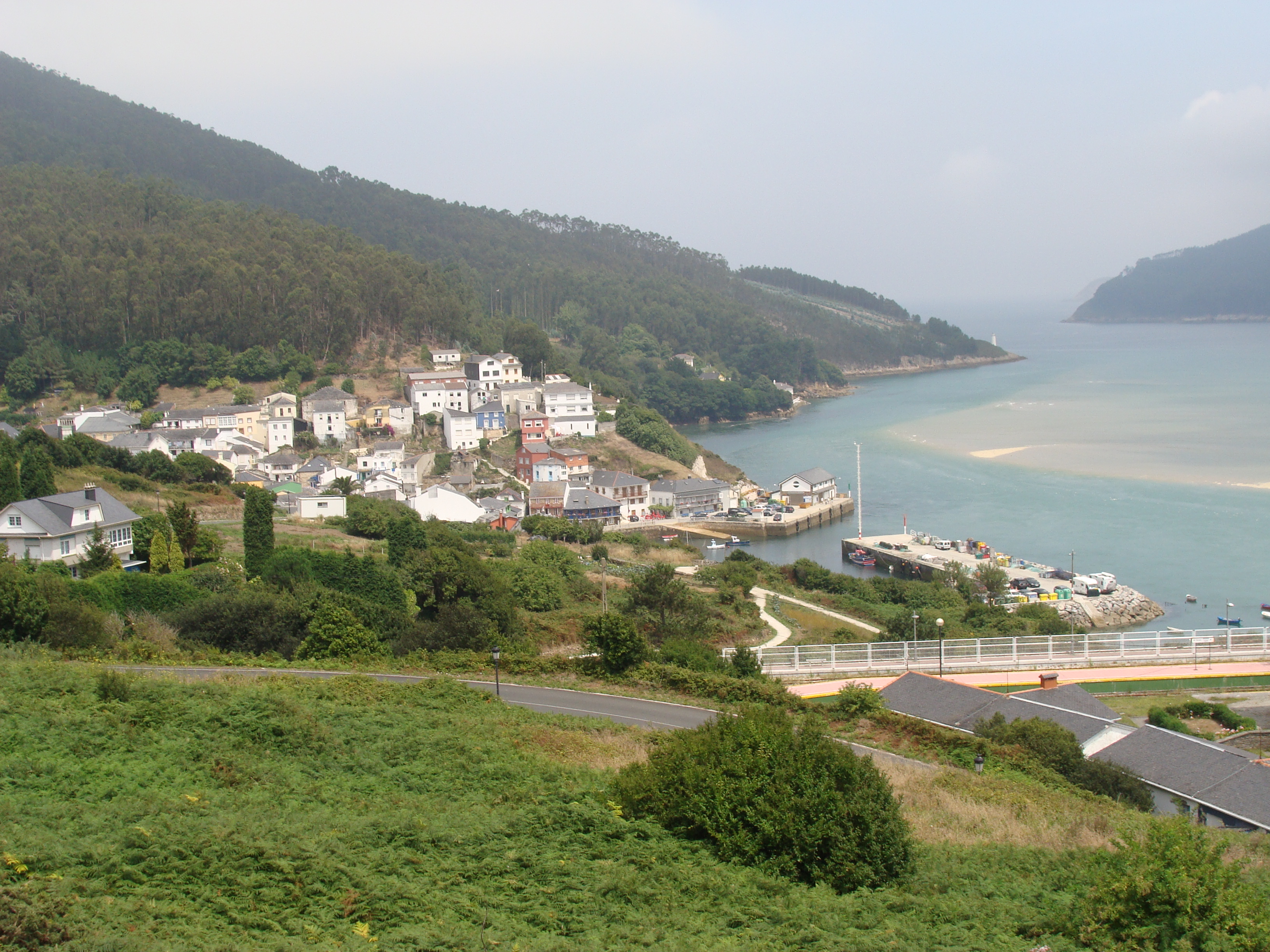
Vista general de la aldea Puerto del Barquero, con la punta de Barra al fondo con su faro.

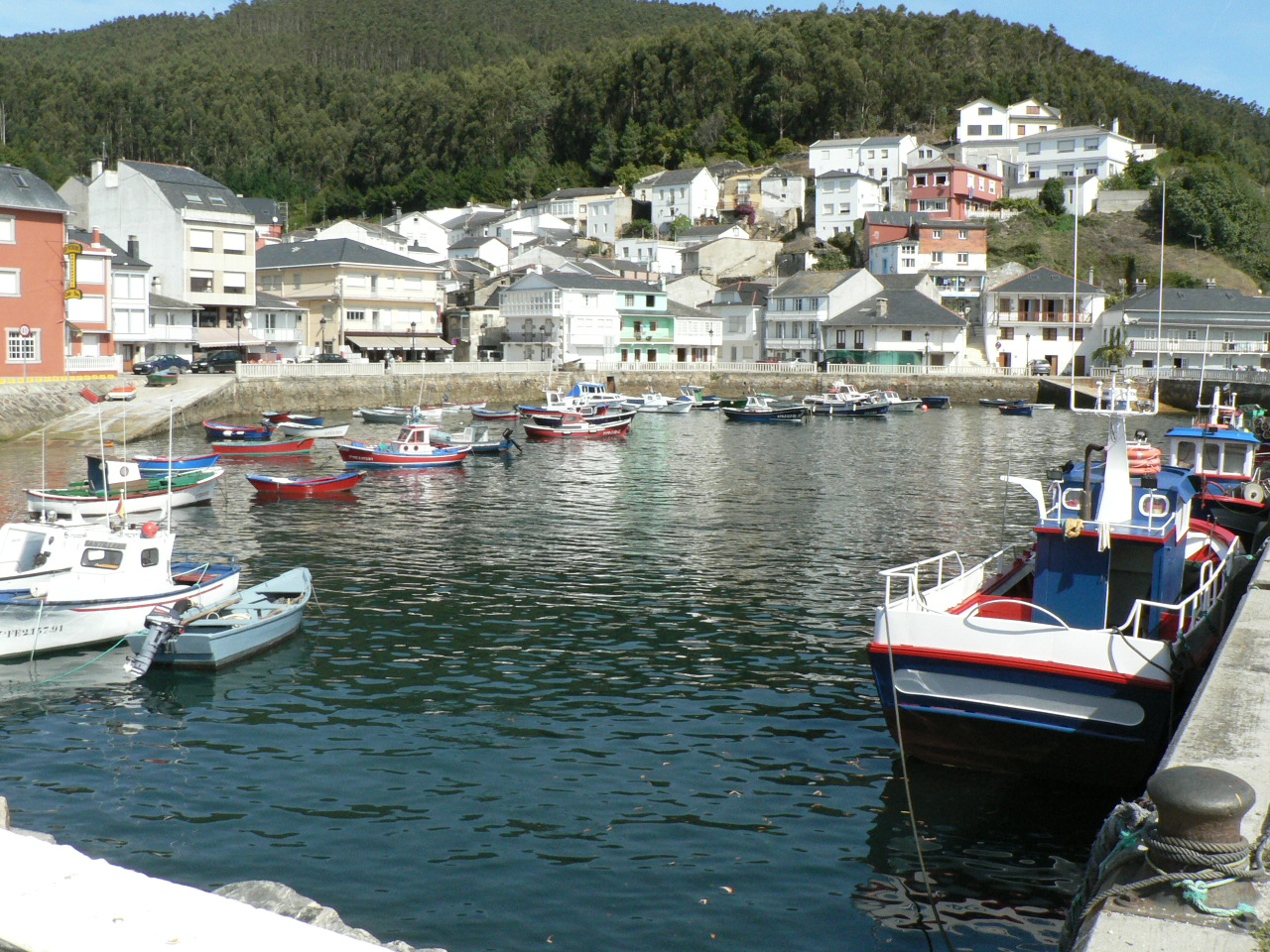
El Puerto del Barqueiro

El Puerto del Barquero (en gallego y oficialmente O Porto do Barqueiro) es un lugar y puerto pesquero de la provincia de La Coruña, en Galicia, España. Situado en la orilla izquierda de la ría del Barquero que separa la provincia de Lugo de la de La Coruña, pertenece a la parroquia de Mogor en el municipio de Mañón.

## Toponimia
El nombre del puerto hace referencia al barquero que con su barca transportó a personas y mercancías de una orilla a otra de la ría, del Barquero a O Vicedo, hasta que se construyera el puente metálico que se inauguró en 1901.

## Geografía
Está localizado al sur de la península de Bares, en las estribaciones meridionales del monte Facho de Maeda. Su costa marca el límite oriental de la comarca de Ortegal y de la provincia de la Coruña. Se sitúa en el fondo de la ría del Barquero formada por el estuario del río Sor, entre el banco de arena de la playa de Arealonga (en Vicedo, en la margen derecha) que cubre y descubre con la marea, y la Punta de Barra, justo al norte del puerto.
El Puerto del Barquero nació como un asentamiento costero alrededor de un pequeño puerto primitivo, adonde debía llegar la barca que permitía cruzar la ría hasta 1901, cuando el puente metálico permitió el acceso rodado de una provincia a otra. A partir de este núcleo primigenio fueron creciendo edificaciones modernas en lo alto de la ladera, aprovechando el escaso relieve llano y las vías de comunicación existentes: es el lugar de Barqueiro, capital municipal de Mañón.

## Historia

### sigloXVIIIyXIX
En el siglo XVIII, el puerto ya tenía tanta actividad como el de Bares, con el que mantenía litigios frecuentes sobre el precio del pescado, el abastecimiento de las poblaciones  cercanas y el importe del llamado «diezmo del mar» que se pagaba al deán y cabildo de Mondoñedo así como al párroco local. El puerto acogía barcos de pequeño calado y se dedicaba sobre todo a la pesca de la sardina. Con la constitución de las cuatro provincias gallegas en el siglo XIX, en 1834 se conformó el concejo de Mañón con el que se dio por terminada la época de los señoríos.
El puerto conoció un buen desarrollo económico a lo largo de ese siglo; según el diccionario de Madoz, en 1847 la feligresía de Mogor a la que pertenece el puerto contaba 1015 habitantes y estaban activas tres empresas de salazón de sardinas, seis tejedoras de lienzo y estopa, cuatro molinos harineros, una tienda de abacería y dos tabernas. En el primer censo oficial de 1860, la población rondaba las mil personas. En 1895 el puerto fue declarado «puerto de refugio» y se construyó un rompeolas de 116 metros de largo con un espigón de 25 metros que formaba una rampa que en bajamar servía de embarcadero.

### sigloXX
La inauguración del puente de hierro en 1901, si bien supuso la desaparición de los barqueros que dieron su nombre a la población, significó una importante mejora de las comunicaciones entre las comarcas de Vivero y Ortigueira. La parte alta del pueblo, llamada Barqueiro pero conocida popularmente como O Mesón, pasó a ser el centro administrativo y de servicios del concejo de Mañón. Allí se instaló la casa del ayuntamiento y el juzgado municipal, y en 1920 se abrieron dos escuelas, una de niñós y otra de niñas. A principios del siglo XX la población de las dos localidades empezó a bajar de los mil habitantes, de los que un tercio vivía en el puerto del Barquero donde funcionaban una fábrica de salazón de sardinas y una de conserva de pescado, que seguían siendo la principal actividad económica de la aldea. El puerto recibía navegación de cabotaje de barcos que descargaban sal y carbón y se llevaban madera y caolín.
En 1930, el geógrafo e historiador Julio Dávila distingue entre la aldea, a saber el puerto, que cuenta 414 habitantes repartidos en 99 casas, y O Barqueiro, con 56 habitantes en 149 casas. Ya estaba en servicio la estación de ferrocarril del Barquero y el puerto disponía de alumbrado eléctrico gracias a la energía producida en el salto de las Negradas. Si la actividad pesquera y portuaria seguía funcionando, la industria conservera ya había desaparecido y las únicas industrias en el pueblo eran una serrería eléctrica, tres molinos de viento y uno eléctrico. En los años 1940, el puerto adquirió su configuración actual con la construcción de un muelle de atraque sobre la antigua rampa, y en 1989 un nuevo muelle configuró una pequeña dársena de refugio.

### sigloXXI
Con sus casas coloridas dispuestas en anfiteatro encima del puerto, y el entorno natural de la ría que forma la desembocadera del río Sor, el puerto del Barquero es un destacado reclamo turístico, por lo que el turismo se ha convertido en una de sus principales fuentes de ingreso junto con la actividad pesquera y el marisqueo.

## Demografía
| Gráfica de evolución demográfica de Puerto del Barquero entre 2000 y 2020 |
|                                                                           |
| Población de derecho según el padrón municipal del INE                    |

## Economía

### Marisqueo
El marisqueo cogió importancia en la segunda mitad del siglo XX y conoció su apogeo en los años 1970, 1980 y 1990. Se recogían berberechos, zamburiñas, almejas, coquinas y navajas. Para regular la explotación del marisco en la ría se fundó la cofradía Barqueiro-Bares que explotaba una zona propia de marisqueo, más otra que compartía con la vecina cofradía de O Vicedo. En 1973 se censaron 92 mariscadores/as y apenas un años más tarde se registraban 322 mariscadoras de a pie y 110 mariscadores "a flote" (en barco). La actividad, tradicionalmente complementaria y propia de una economía familiar, se había convertido en una sólida fuente de ingresos y se abrió una conservera dedicada al berberecho. Pero la producción empezó a caer en 1997, probablemente debido a las obras de los espigones de los puertos y del nuevo puente que modificarón las corrientes de la ría y la altura de los bancos de arena. En 2007 quedaban 15 mariscadoras en el Barqueiro, la cosecha de coquinas había pasado de los 11.388 kilos de 1997 a 135 kilos, y las navajas habían desaparecido. En la segunda década del siglo XXI, empezaron a centrar su actividad en la recogida de ostras rizadas que hasta entonces descartaban por ser una especie invasiva.

## Infraestructuras

### Puerto
Lo señala el pequeño faro que domina la Punta de Barra, justo al norte del puerto, cuya luz se divide en tres sectores, verde, blanco y rojo, lo que facilita la navegación nocturna. El estuario es navegable hasta un poco más adentro de las instalaciones portuarias, pero debido a la poca profundidad es imprescindible entrar con marea alta, no tener más de 1 metro de calado y navegar siempre por la vertiente oeste, pegado a la Punta de Barra. Sus características son:
- Establecimiento de puerto: 3h 9m
- Unidad de altura 1.88 m
- Semiamplitud máxima 2.22 m
- Atraques: 214 metros de muelle con calado menos de 2 metros
- Dique de abrigo de 120 metros
- Grúas: 1 grúa fija de 5 toneladas con un rendimiento de 40 Tn/h
- Lonja de 128 m²
- Aguada: sí
- Combustible: gas oil

### Ferrocarril
La línea de ferrocarril de vía estrecha (FEVE) que une Ferrol con Gijón (Asturias) tiene un apeadero en el Barquero.

### Carreteras
A proximidad del puerto del Barquero, pasan la carretera provincial  AC-862 , que une Ferrol con Vivero, y la  AC-100  que conduce al puerto de Bares.

### Puentes
Tres puentes sobre la ría permiten franquear el estuario del río Sor:
- El puente metálico del Barquero, llamado en gallego a ponte vella, es el más antiguo y el más emblemático. Inaugurado en 1901, servía para el tráfico de vehículos hasta que se desviase la carretera y se construyese el puente nuevo en los años 1980. Desde entonces sólo sirve para paso peatonal de la carretera CP-6410.[13]
- El puente ferroviario, inaugurado en los años 1960 cuando se abrió la línea de ferrocarril.
- El puente nuevo se inauguró en los años 1980 para el tránsito de la AC-862.